# Partido Republicano Democrata da Bahia
Partido Republicano Democrata da Bahia (PRD) foi um partido político brasileiro fundado em 15 de março de 1910 por José Joaquim Seabra, e foi dissolvido em 1935..

## História
De acordo com a historiadora Consuelo Novais de Quadros, o PRD surgiu como uma dissidência do Partido Republicano da Bahia liderada pelo político J.J. Seabra, de modo que os filiados do PRD eram conhecidos como "seabristas", a exemplo dos políticos Antônio Moniz e Frederico Costa.
Esta agremiação foi o partido dominante na política baiana entre os anos de 1912 a 1922, até que em 1923 ocorreu a ruptura desse hegemonia com o PRD enfrentando a oposição da Concentração Republicana da Bahia, grupo liderado por Miguel Calmon e Otávio Mangabeira que deu origem ao Partido Republicano Baiano (PRB) chefiado por Góis Calmon.